# Robert B. Scarborough

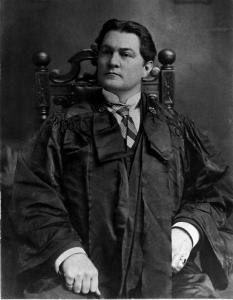
Robert B. Scarborough (1900)

Robert Bethea Scarborough (* 29. Oktober 1861 in Chesterfield, Chesterfield County, South Carolina; † 23. November 1927 in Conway, South Carolina) war ein US-amerikanischer Politiker. Zwischen 1901 und 1905 vertrat er den Bundesstaat South Carolina im US-Repräsentantenhaus.

## Werdegang
Robert Scarborough besuchte die öffentlichen Schulen seiner Heimat sowie die Mullins Academy. Danach arbeitete er für einige Zeit als Lehrer. Nach einem anschließenden Jurastudium und seiner im Jahr 1884 erfolgten Zulassung als Rechtsanwalt begann er in Conway in seinem neuen Beruf zu praktizieren. Zwischen 1885 und 1893 war er Staatsanwalt im Horry County. Gleichzeitig war er von 1885 bis 1890 beim  Kreisrat (County Board) angestellt. 
Politisch schloss Scarborough sich der Demokratischen Partei an. In den Jahren 1897 und 1898 war er Mitglied und amtierender Präsident des Senats von South Carolina. 1899 wurde Robert Scarborough Vizegouverneur seines Staates. Im Jahr 1900 wurde er im sechsten Wahlbezirk von South Carolina in das US-Repräsentantenhaus in Washington, D.C. gewählt, wo er am 4. März 1901 die Nachfolge von James Norton antrat. Nach einer Wiederwahl im Jahr 1902 konnte er bis zum 3. März 1905 zwei Legislaturperioden im Kongress absolvieren.
1904 lehnte Scarborough eine erneute Kandidatur für das Repräsentantenhaus ab. In den folgenden Jahren arbeitete er wieder als Anwalt. Außerdem stieg er in das Bankgewerbe ein. Scarborough wurde auch Vorstandsvorsitzender des South Carolina State Hospital. Er starb am 23. November 1927.